# Ptilodexia muscaria
Ptilodexia muscaria là một loài ruồi trong họ Tachinidae.